# Paul Hartenstein
Paul Emil Hartenstein (* 8. Juni 1878 in Gesau, heute Stadtteil von Glauchau; † 19. Dezember 1921 in Berlin) war ein deutscher Schauspieler, Regisseur und Theaterleiter.

## Leben
Der Sohn des Schutzmanns Otto Emil Hartenstein und seiner Frau Ida Pauline, geb. Sonntag, begann seine Bühnenlaufbahn im Jahre 1895. Zu seinen frühen Bühnenstationen zählten ausnahmslos Städte in der deutschen Provinz, darunter Liegnitz, Plauen, Bremen, Stettin und Krefeld. Am 23. August 1902 legte er von Hamburg ab und überquerte mit der 'Graf Waldersee' den Atlantik (Zielhafen New York), um in Philadelphia Theater zu spielen. Wieder zurück in Deutschland, gelang ihm in der Spielzeit 1905/06 in seiner Heimatstadt Chemnitz der Wechsel vom Fach des Komikers zu dem des Charakterkomikers. Seine bekanntesten Theaterrollen jener frühen Jahre waren der Giesecke in Im weißen Rössl, der Striese in Der Raub der Sabinerinnen, der Babbs in Charleys Tante, der Birkenstock in Der Hypochonder, der Prell in Flachsmann als Erzieher und der Lutz in Alt-Heidelberg.
Noch vor dem Ersten Weltkrieg gründete Hartenstein eine eigene Bühnentruppe, die Hartenstein-Gesellschaft, mit der er auf Tournee durch Deutschland (Gastspiele u. a. in Leipzig, München, Hamburg, Breslau, Dresden, Chemnitz, Elberfeld, Bremen, Lübeck, Halle, Stettin, Posen und Dortmund) ging und leitete im damals russischen Wilna das Deutsche Stadttheater. Zu dieser Zeit führte er auch Regie.
Seit 1919 beim Film, wirkte Hartenstein zunächst als Dramaturg der Cela-Film G.m.b.H. und übernahm in deren Produktionen auch überwiegend Hauptrollen. Der kompakte Schauspieler spielte sehr unterschiedliche Typen; pompöse und aufgeblasen-wichtigtuerische Charaktere ebenso wie imposante und komische Figuren, Honoratioren und Väter, sowie Uniform-, Smoking- und Chapeau-Claque-Träger. Nebenbei war er auch als Filmautor tätig und stellte einige seiner Arbeiten in eigener Produktion (‘Hartmann-Treu-Film’) her. Nahezu alle seiner Filme sind heute verschollen, die Filmtitel vergessen. Zu diversen seiner kurzen wie langen Filme (z. B. Die Gasmaske, Dicke Milch und Liebe, Das Cholerakaninchen) sind derzeit nicht einmal Datierungen möglich. Er verstarb 1921 in der Charité.
Paul Hartenstein war von 1914 bis zu seinem Tod mit der Schauspielerin Trude Gerecke verheiratet.

## Filmografie (Auswahl)
- 1919: Der Glückschmied (auch Drehbuch)
- 1919: Das Menuett
- 1919: Kehre zurück, alles verziehen
- 1919: Tante Bella muß rutschen (Kurzfilm)
- 1919: Erbonkels Heiratsplan (Kurzfilm)
- 1919: Wo ist der Affe? (Kurzfilm)
- 1919: Das Nachttelegramm
- 1920: Die Blauschützen (auch Drehbuch)
- 1920: Heiraten mußte, du lachst dich kaputt (auch Drehbuch)
- 1920/21: Dämonische Treue (auch Produktion)
- 1921: Filmbanditen (auch Produktion)
- 1921: Terpsichore (auch Produktion)